# Referéndums sobre el estatus político de Donetsk y Lugansk
Los referéndums sobre el estatus político de Donetsk y Lugansk fueron un procedimiento jurídico por el que se sometió al voto popular, la cuestión de la proclamación de la «independencia estatal» de estas regiones de Ucrania. La elección se celebró el 11 de mayo de 2014 en el contexto de las protestas prorrusas en el sudeste del país. El Gobierno interino de Kiev rechazó la legitimidad de ambas consultas, mientras que Estados Unidos y la Unión Europea tampoco las reconocieron, diciendo que no poseen «ninguna legitimidad democrática». En cambio, el gobierno ruso en Moscú aconsejó posponerlas, y luego las reconoció.

## Contexto

### Euromaidán
Se conoce como Euromaidán (en ucraniano, Євромайда́н, Yevromaidán; «Europlaza») a una serie de manifestaciones y disturbios heterogéneos iniciada el 21 de noviembre de 2013 con grandes protestas en la Plaza de la Independencia en Kiev. Las protestas, de índole europeísta, independentista y nacionalista, se desencadenaron a raíz de la repentina decisión del presidente Viktor Yanukóvich de suspender el Acuerdo de Asociación entre la Unión Europea y Ucrania y fortalecer sus lazos con Rusia. Tras aprobar, por abrumadora mayoría, el parlamento ucraniano la ratificación del Acuerdo con la UE, Rusia habría presionado a Kiev para que lo rechazara. Los manifestantes se opusieron a lo que consideraban corrupción gubernamental generalizada, abuso de poder y violaciones de los derechos humanos. La organización no gubernamental Transparencia Internacional denunció a Yanukóvich como el principal ejemplo de corrupción en el mundo. La violenta dispersión de los manifestantes el 30 de noviembre de 2013 provocó aún más indignación en la población. El Euromaidán precipitó la renuncia del presidente el 22 de febrero de 2014 y significó el origen de la guerra ruso-ucraniana.
Tras la huida del presidente de Ucrania Víktor Yanukóvich en dirección desconocida el 21 de febrero de 2014, la Rada Suprema destituyó del cargo a Yanukóvich por «el abandono de sus funciones constitucionales». El 23 de febrero de 2014, el jefe del grupo parlamentario del Partido de las Regiones que lideraba Yanukóvich, Oleksandr Yefrémov, responsabilizó a Yanukóvich del saqueo del país y del derramamiento de sangre.
Más adelante, el 29 de marzo de 2014, el Congreso del Partido de las Regiones expulsaría de sus filas a Yanukóvich, Mikola Azárov, Oleksandr Klimenko, Serhiy Arbúzov, Valeriy Konovalyuk y Andréi Syshatski por 333 votos a favor, 45 en contra y 28 abstenciones.
Los sucesos se habían desencadenado en Kiev la noche del 21 de noviembre de 2013, un día después de que el Gobierno de Ucrania hubiera suspendido in extremis la firma del Acuerdo de Asociación y el Acuerdo de Libre Comercio con la Unión Europea (UE).
Aunque el 30 de marzo de 2012, Yanukóvich y los líderes de la UE habían acordado un estatuto de asociación de Ucrania con la UE, la entrada en vigor se fue aplazando y las negociaciones quedaron estancadas durante un año, entre otras razones porque una de las exigencias europeas era la liberación de Yulia Timoshenko y Yuri Lutsenko, opositores al Gobierno. Ello no impidió que durante los meses previos al inicio de las protestas, Yanukóvich prometiera realizar las reformas necesarias para seguir adelante con las negociaciones.
Sin embargo, sorprendentemente, el Gobierno ucraniano, encabezado por Mikola Azárov, publicó el 21 de noviembre de 2013 una nota oficial en la que informaba que el proceso de preparación de la firma del acuerdo quedaba «suspendido». Las razones esgrimidas fueron la caída en la producción industrial y el mantenimiento de relaciones con los países de la Comunidad de Estados Independientes. Yanukóvich asistió a la cumbre de la UE los días 28 y 29, tal como estaba previsto antes de la suspensión unilateral, pero solo para declinar la última oferta europea, de 600 millones de euros, por considerarla «humillante». Por su parte, Azárov reprochó a la UE y al Fondo Monetario Internacional la falta del apoyo económico que hubiera compensado el «divorcio comercial» con Rusia, a la vez que admitía que había sido Moscú quien había conminado a Kiev a no sellar el pacto.
A partir del 21 de noviembre, se produjeron en la plaza de la Independencia (en ucraniano, Maidán Nezalézhnosti) de la capital varias concentraciones que exigían al gobierno retomar el diálogo con la UE. Las convocatorias lograron congregar a cientos de miles de personas, que asistieron a discursos diarios de líderes políticos opositores y de figuras destacadas de la cultura, tanto ucranianas como extranjeras. Entre sus impulsores se encontraban organizaciones sociales, la oposición política —incluidos grupos ultranacionalistas y de extrema derecha, Sector Derecho y Svoboda— y las Iglesias ucranianas —como la Iglesia ortodoxa ucraniana del Patriarcado de Kiev—, con excepción de la Iglesia ortodoxa ucraniana del Patriarcado de Moscú. En las manifestaciones también participaron representantes de minorías étnicas (rusos, chechenos, tártaros de Crimea, judíos, georgianos, armenios y otros) y ciudadanos de otros países (Polonia, Bielorrusia, Georgia, Rusia y otros).
Las protestas desembocaron en disturbios, que fueron creciendo en intensidad, al punto de que hubo días en que muchos manifestantes continuaban sus protestas toda la noche, lo que hacía imposible su desalojo del lugar por parte de las autoridades. El 16 de enero, la Rada Suprema ordenó penas contra los manifestantes, el bloqueo de edificios administrativos y la instalación de tiendas de campaña. Esto fue tomado por los manifestantes como un veto a su derecho de manifestarse y protestar. Desde entonces, las protestas provocaron una escalada de violencia en rechazo a las nuevas leyes. Como resultado, el 22 de enero las manifestaciones registraron cinco muertos.
Entre tanto, las protestas se fueron expandiendo a lo largo del centro y oeste del país, con algunos focos en el este, mayoritariamente rusófono. La exigencia no era solo el cambio económico hacia Europa, sino la sustitución total de gobierno, lo que llevó a la dimisión de Azárov el 28 de enero y a que el Parlamento reunido en asamblea extraordinaria derogara las polémicas leyes que limitaban los derechos de manifestación y reunión.
La noche del 19 y 20 de febrero, Yanukóvich y los principales líderes de la oposición (Vitali Klichkó, Arseni Yatseniuk y Oleh Tiagnibok) acordaron una tregua y la retirada de las barricadas colocadas anteriormente en la plaza de la capital para contener a las fuerzas policiales. El 21 de febrero —tras el llamado «Jueves Negro» (20 de febrero) en el que murieron más de 60 manifestantes—, se aprobó un acuerdo entre ambas partes para adelantar las elecciones, formar un gobierno de transición, volver a la Constitución de Ucrania de 2004 y frenar la violencia.
En la madrugada del 21 al 22 de febrero, Yanukóvich, sin informar al parlamento, abandonó su lujosa residencia de Mezhyhirya, en las afueras de la capital, y desapareció en dirección desconocida —según declararía más adelante, lo hizo al temer por su vida y la de su familia—. Yanukóvich no firmó la reintroducción de la Constitución de 2004 que acordó ratificar en menos de 48 en el acuerdo previo antes de desaparecer. En la mañana del 22 de febrero, la Rada Suprema lo destituyó de su cargo por «abandono de sus funciones constitucionales» y tomó el control del país, votando, por mayoría constitucional, la vuelta a la Constitución de 2004, acordada el día anterior.

### Protestas prorrusas de 2014
Las protestas prorrusas en Ucrania, también conocidas como Primavera Rusa, fueron una serie de manifestaciones, disturbios y episodios de desorden civil acaecidos en las regiones del este y sur de dicho país entre febrero y mayo de 2014, como reacción al derrocamiento del presidente ucraniano Víktor Yanukóvich producto de las protestas del Euromaidán y, en paralelo a la crisis de Crimea en el mismo país. Las protestas fueron organizadas y coordinadas por los consejeros de Vladímir Putin, Vladislav Surkov y Serguéi Gláziev, según los documentos filtrados de la correspondencia del primero, conocidos como Surkov leaks, convirtiéndolas en movimiento separatista prorruso.
El 21 de noviembre de 2013 en Kiev se inició el Euromaidán, una serie de manifestaciones de índole europeísta debido a la suspensión de la firma del Acuerdo de Asociación entre Ucrania y la Unión Europea. Tras varios meses de protestas y disturbios y luego del llamado Jueves Negro (20 de febrero de 2014) en el que murieron más de 60 manifestantes en este marco de tensión, el 22 de febrero, por la mañana, los manifestantes opositores ocuparon las principales instituciones con sede en Kiev. La Rada Suprema tomó el control del país y Oleksandr Turchínov asumió la coordinación del Gobierno y la presidencia del Parlamento, cayendo así el gobierno de Yanukóvich.
Algunos medios rusos se han referido al fenómeno como la «Primavera rusa» (del ruso: Русская весна). Por otro lado, se especula con la presencia de ciudadanos rusos participando en tales protestas, mientras que la Organización para la Seguridad y la Cooperación en Europa (OSCE) denunció que Ucrania ha prohibido la entrada al país a periodistas rusos. Las protestas ocurrieron al menos en once ciudades y numerosos activistas utilizaron banderas de Rusia así como banderas con bandas anaranjadas y negras, los colores de la Orden de San Jorge, que en forma de lazos solidarios se utilizan para conmemorar el Día de la Victoria en la Gran Guerra Patria y otras acciones patrióticas rusas.
En medio de las protestas separatistas se produjo una intervención militar, donde las Fuerzas Armadas de Rusia se desplegaron en Crimea —incluyendo Sebastópol—, con el objetivo, según el Kremlin, de garantizar la integridad de los ucranianos prorrusos habitantes de Crimea y las bases rusas estacionadas allí, hasta que se normalizara la situación sociopolítica; desoyendo las advertencias de no invadir lanzadas por Estados Unidos y Kiev. Sin embargo, la cancillería rusa declaró en reiteradas ocasiones que Rusia no realizaba ninguna actividad militar «inusual o imprevista» en la frontera ucraniana. No obstante, en marzo de 2015 el presidente Putin reconoció que fue él mismo quién dirigió al detalle la operación militar para la "reunificación" del país con Crimea.

## Desarrollo

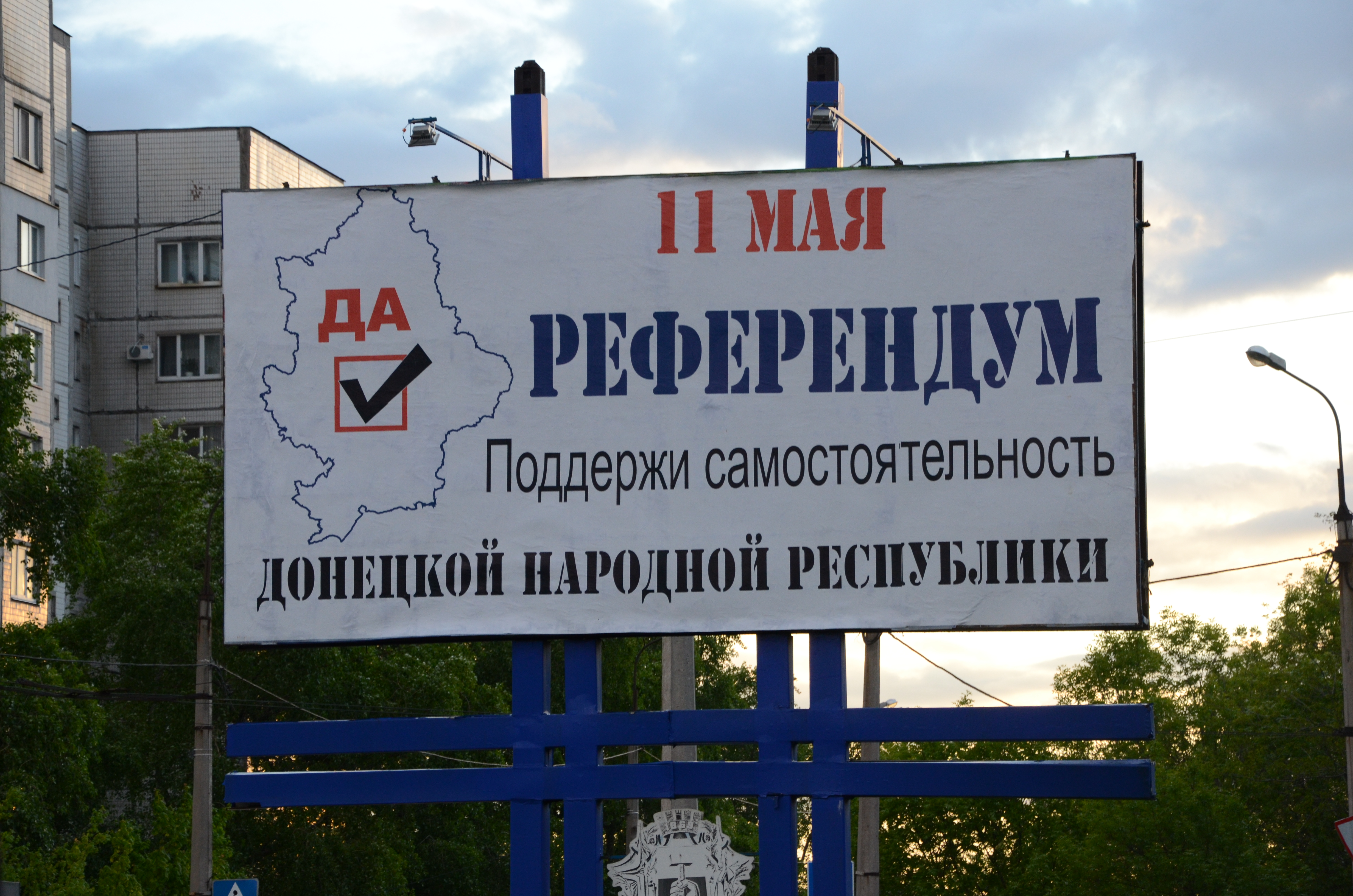
Aviso sobre la consulta.

Hacia el 10 de mayo, se confirmó la ausencia de observadores internacionales. El referéndum sobre el estatus político de Lugansk, fue anunciado para el 11 de mayo de 2014, en el que los electores decidieron sobre la proclamación de la «independencia estatal» de esta región de Ucrania, en el contexto de las protestas prorrusas en el sudeste del país. Ese mismo día, la autoproclamada República Popular de Donetsk también celebró un referéndum sobre su autonomía.

### Resultados y alegaciones de fraude
Encuestas iniciales realizadas por varios medios de comunicación internacionales mostraron una mayoría de votos a favor de la autonomía. En ausencia de observadores internacionales es imposible corroborar el resultado; sin embargo, en la noche del 11 de mayo, la autoproclamada comisión electoral dio a conocer los resultados finales: con una participación del 74,87 %, un 89,07 % votó al «Sí», a favor de la independencia de la República Popular de Donetsk, y un 10,19 % al «No». Un 96,2 % votó al «Sí», a favor de la independencia de la República Popular de Lugansk.
El Servicio de Seguridad de Ucrania (SBU) publicó una grabación de audio el 5 de mayo, la cual era una llamada telefónica entre el líder separatista de Donetsk llamado Dima Boitsov y el líder del grupo paramilitar de extrema derecha Unidad Nacional Rusa, Aleksandr Barkashov. En la grabación, Boitsov dijo que quería posponer el referéndum debido a la incapacidad de la RPD para controlar toda la óblast de Donetsk. Barkashov dijo que había hablado con Putin e insistió en que Boitsov celebrara el referéndum sin importar las preocupaciones del líder separatista. Sugirió que Boitsov registrara los resultados como un 89 % a favor de la autonomía. Los separatistas se apresuraron a calificar grabación como falsa. Sin embargo, el 89 % mencionado en la llamada telefónica coincide exactamente con el resultado del referéndum, que tuvo lugar el 11 de mayo de 2014, es decir, varios días después de que se publicara la grabación.
Un contra referéndum realizado por el gobierno ucraniano en las zonas del Dombás que controlaba mostró cómo alrededor del 90% de los encuestados prefería permanecer en Ucrania.
El periódico suizo Tages-Anzeiger informó que los votantes podían votar tantas veces como quisieran. Funcionarios del Ministerio de Asuntos Internos calificaron la votación de farsa y dijeron que poco más del 32 % de los votantes registrados en la óblast de Donetsk participaron en la votación.
Según Andréi Buzin, copresidente de la Asociación GOLOS, hubo irregularidades significativas en la organización y realización del referéndum.
Una encuesta de 2019 realizada en las zonas del Dombás de ocupación separatista mostró que alrededor del 55% de los ciudadanos deseaban regresar a Ucrania.

### Día de la elección
El referéndum comenzó temprano el 10 de mayo en Mariúpol, por la posibilidad de que las fuerzas de seguridad ucranianas regresaran tras los incidentes del 9 de mayo. Otras localidades también reportaron la votación anticipada en algunas áreas.

### Enfrentamientos durante el referéndum
En la ciudad de Krasnoarmiisk un comando de la Guardia nacional de Ucrania detuvo la votación en un colegio electoral y disparó ráfagas de fusil contra los ciudadanos desarmados, matando a uno de ellos; los vecinos acudieron de forma masiva al puesto de votación para defenderlo. El presidente de la Comisión Electoral dijo que no podía establecer comunicación con dos puntos electorales en la ciudad de Krasni Limán, donde se reportaban combates entre activistas y militares ucranianos. Serguéi Pashinski, jefe interino de la administración del presidente de Ucrania, declaró que el operativo policial en las ciudades de Sloviansk, Krasni Limán y Kramatorsk y en sus alrededores se encuentra en «su fase final». Por seguridad, los colegios electorales en Mariúpol fueron cerrados temprano. El pueblo de Andríivka, localizado en las cercanías de Sloviansk sufrió ataques de artillería del ejército ucraniano tanto antes como después de la votación, fueron destruidas algunas edificaciones y coches.
Durante el desarrollo de los comicios ocurrieron combates entre militares ucranianos y activistas en Novoaidar a 60 kilómetros de Lugansk y en Baránikivka.

## Legalidad
De acuerdo con el artículo 73 de la Constitución de 1996 de Ucrania y el artículo 3 de la ley de 2012 sobre los referendos, los cambios territoriales sólo pueden ser aprobados a través de un referéndum si se permite que todos los ciudadanos de Ucrania participen, incluyendo los que no residen la zona.

## Propuesta de referéndum en las elecciones presidenciales
El 30 de abril, el Gobierno ucraniano anunció que planea llevar a cabo un referéndum sobre la unidad territorial del país el mismo día de las elecciones. El gobierno se ha mostrado dispuesto a conceder garantías adicionales al estatus del idioma ruso en el este del país. El primer ministro ucraniano, Arseni Yatseniuk también avisó de que habrá «una importante remodelación del gabinete si no se consigue cumplir la aspiraciones de los ciudadanos». Con dicha propuesta, el gobierno de Kiev pretendió anular las consultas de Donetsk y Lugansk. Sin embargo, el 5 de mayo, el primer ministro ucraniano propuso una «consulta no vinculante», en lugar de un referéndum, para determinar el nuevo modelo de Estado. Yatseniuk presentó ante la Rada Suprema un proyecto de ley sobre la celebración de dicha consulta el mismo día de las elecciones. Además encargó al vice primer ministro, Vladímir Groisman, que organice debates regionales y municipales sobre la reforma constitucional. El Ministerio de Relaciones Exteriores de Rusia tachó la propuesta de «cínica» y «alejada de la realidad» y también dijo que la consulta «no conducirá a nada más que a un mayor agravamiento de la crisis».

## Reacciones internacionales
- Alemania: Un portavoz de la canciller Angela Merkel dijo: «tal referéndum, en contra de la Constitución de Ucrania, no calma las cosas, sino que las aumenta».[6]
- Estados Unidos: La portavoz del Departamento de Estado Jen Psaki dijo que «ninguna nación civilizada reconocerá los resultados. Y si Rusia da un paso más para volver a representar su ilegal anexión de Crimea en el este o el sur de Ucrania y envía más fuerzas sobre la frontera, seguirán las duras sanciones de Estados Unidos y la Unión Europea».[6]
- Rusia: El presidente ruso, Vladímir Putin, llamó a los sectores de oposición al gobierno central de Kiev a posponer el referéndum para la autonomía de Donetsk y Lugansk previsto para el 11 de mayo. El candidato a la presidencia de Ucrania Petro Poroshenko aseguró que la situación en el este de Ucrania puede mejorar gracias a ese llamamiento.[71] Sin embargo, el 8 de mayo los integrantes de la asamblea popular de Donetsk y el Consejo Civil de Lugansk decidieron no aplazar la celebración del referendo.[72] El servicio de prensa del Kremlin informó tras el referéndum que «Moscú respeta la decisión de la población de las provincias de Donetsk y Lugansk y se basa en el hecho de que la materialización de los resultados del referéndum se llevará a cabo de una manera civilizada, sin recurrir a la violencia, únicamente a través del diálogo entre los representantes de Kiev, Donetsk y Lugansk».[8]
- Suecia: El ministro de Relaciones Exteriores Carl Bildt dijo que «las cifras de referendos falsos en el este de Ucrania probable que sean falsos. No hay forma de participación, incluso de complicidad».[73]
- OSCE: El presidente de la Asamblea Parlamentaria Ranko Krivokapic pidió a los activistas cancelar el referéndum, diciendo que «la idea de que el voto libre y justo teniendo lugar en estos llamados referendos es absurdo. No sólo son estos referendos completamente ilegítimos a los ojos de la comunidad internacional, si no que se llevan a cabo en medio de un clima de miedo, la violencia y anarquía. Pido a las autoridades de facto de Donetsk y Lugansk suspender estas burlas de un voto. Todos en Ucrania deberían centrarse en hacer oír su voz el 25 de mayo, cuando el país se elige a un nuevo presidente».[74]
- Unión Europea: La portavoz de la diplomacia de la Unión Europea dijo que el organismo «considera ilegítimo el referéndum y no reconoce su resultado».[1]

## Secuelas
Denis Pushilin anunció inmediatamente después del referéndum que los militares de Ucrania debían dejar Donetsk, ya que los consideró «ocupantes». También dijo que «es necesario (para la República Popular de Donetsk) para formar los órganos del Estado y las autoridades militares tan pronto como sea posible». El 12 de mayo, el Consejo de la República Popular de Donetsk declaró su soberanía y pidió a Moscú que considere la posibilidad de su integración a la Federación de Rusia para restablecer la «justicia histórica».
El denominado gobernador popular de Lugansk, Valeri Bólotov, proclamó el 12 de mayo la independencia respecto de Ucrania. Anunció que el óblast no participará en las elecciones del 25 de mayo y que la República Popular de Lugansk está dispuesta a pedir a la ONU que reconozca su independencia. Bólotov subrayó que "hemos escogido nuestro camino de independencia frente a las arbitrariedades y el sangriento dictado de la camarilla de Kiev, el fascismo y el nacionalismo, el camino de la libertad, el camino del estado de derecho".
El 13 de mayo Bólotov fue herido a bala en un atentado. Los disparos fueron hechos a distancia cuando Bolotov se trasladaba en un vehículo.

### Elecciones generales del Dombás de 2014
El 2 de noviembre de 2014, se celebraron elecciones generales en las Repúblicas Populares de Donetsk y de Lugansk —en ese momento confederadas en la Nueva Rusia—. Como resultado de la guerra en el este de Ucrania iniciada el mismo año, estas entidades no reconocidas internacionalmente controlan de facto partes de las regiones de Donetsk y de Lugansk en la región del Dombás. Las elecciones, las primeras de su tipo desde el establecimiento de ambas repúblicas, se llevaron a cabo para elegir a sus órganos ejecutivos y parlamentos. En la República Popular de Donetsk, el actual líder Aleksandr Zajárchenko ganó el puesto de jefe de Estado de la República Popular de Donetsk, y su partido República de Donetsk ganó la mayoría en el parlamento. En la República Popular de Lugansk, el actual líder Ígor Plótnitski ganó el puesto de jefe de Estado, mientras su partido Paz para la Región de Lugansk ganó una mayoría en el parlamento.